# جنبش زمین

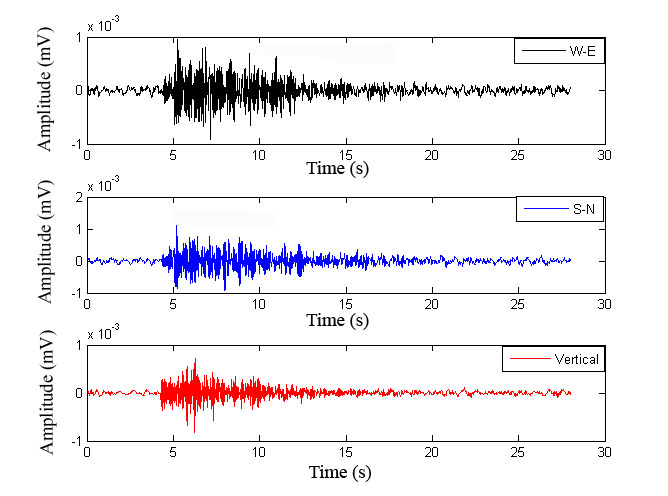
سه مؤلفه یک لرزه‌نگار

جنبش زمین (انگلیسی: Ground motion) به حرکت سطح زمین در اثر زمین‌لرزه یا به دلیل انفجار گفته می‌شود. جنبش زمین توسط امواج لرزه‌ای بر اثر لغزش ناگهانی یک گسل یا فشار ناگهانی به منبع انفجار ایجاد شده و در زمین و در امتداد سطح آن جابه‌جا می‌شود. این وضع می‌تواند به دلیل حوادث طبیعی مانند زمین‌لرزه و فوران آتشفشانی یا فعالیت‌های انسانی مانند انفجارهای دینامیت به منظور اکتشاف، مانند انفجار جنگ‌افزارهای هسته‌ای باشد.
دو نوع اصلی امواج لرزه‌ای وجود دارد: امواج درونی و امواج سطحی. امواج درونی در داخل زمین و امواج سطحی در امتداد سطح زمین حرکت می‌کنند. جنبش زمین معمولاً توسط امواج سطحی ایجاد می‌شود که مخرب‌ترین نوع امواج لرزه‌ای هستند.
جنبش زمین با استفاده از لرزه‌سنج اندازه‌گیری می‌شود که دستگاهی برای شناسایی و ثبت حرکت سطح زمین است. لرزه‌سنج‌ها توسط لرزه‌شناسان برای مطالعهٔ زمین‌لرزه‌ها و انواع دیگر جنبش زمین به‌کار می‌روند. ثبت‌های انجام‌شده توسط دستگاه لرزه‌سنج به عنوان لرزه‌نگاشت شناخته می‌شود و می‌توان از آن برای مطالعه ویژگی‌های جنبش زمین، مانند مدت زمان، دامنه و بسامد آن استفاده کرد.
جنبش زمین معمولاً با سه مؤلفهٔ اندازه‌گیری می‌شود: غرب به شرق، جنوب به شمال و عمودی. می‌توان با ترکیب داده‌های ثبت‌شده چندین لرزه‌سنج، یک مدل دقیق از جنبش زمین را تهیه کرد. این مدل به‌نام لرزه‌نگار شناخته می‌شود و می‌توان از آن برای مطالعهٔ ویژگی‌های مکانی و زمانی جنبش زمین استفاده کرد. همچنین می‌توان از لرزه‌نگارها برای تهیه نقشه‌های جنبش زمین استفاده کرد که می‌تواند به دانشمندان در مطالعه چگونگی انتشار و شدت امواج لرزه‌ای کمک کند.